# Prestonia cayennensis
Prestonia cayennensis là một loài thực vật có hoa trong họ La bố ma. Loài này được (A.DC.) Pichon miêu tả khoa học đầu tiên năm 1951.